# San Joaquín (Córdova)
San Joaquín (Córdoba) é uma comuna da província de Córdoba, na Argentina.